# Stefan Pätzold

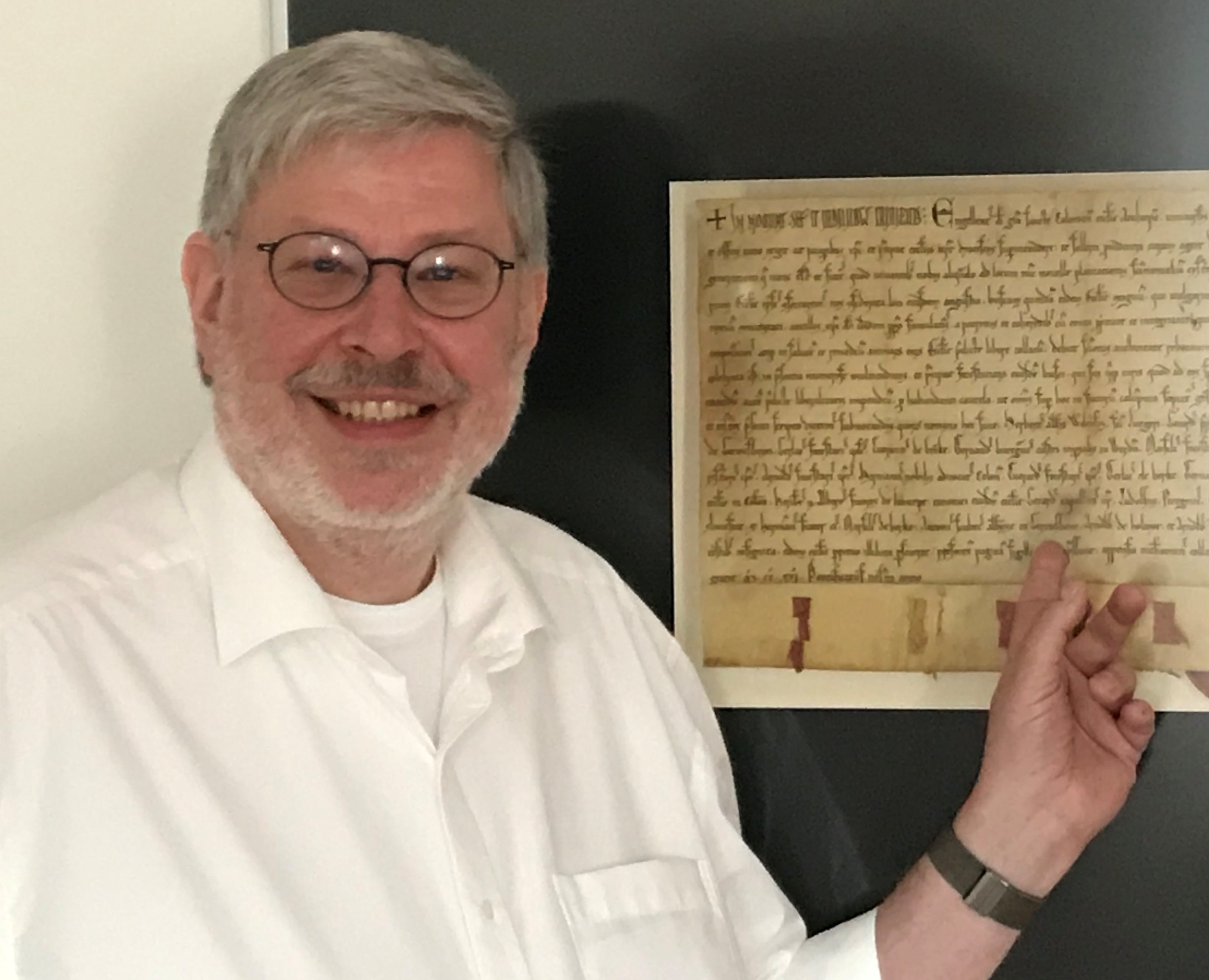
Stefan Pätzold (2020)

Stefan Pätzold (* 1966) ist ein deutscher Historiker, Archivar und Leiter des Stadtarchivs Mülheim an der Ruhr.

## Beruflicher Werdegang
Pätzold studierte die Fächer Latein und Geschichte sowie Historische Hilfswissenschaften in Göttingen und Oxford (Worcester College). Die Promotion erfolgte 1996 in Göttingen bei Wolfgang Petke, die archivarische Staatsprüfung 1998 an der Archivschule Marburg.
Pätzold war von 1999 bis 2001 als wissenschaftlicher Mitarbeiter am Lehrstuhl für die Geschichte des Mittelalters der Universität Magdeburg (bei Matthias Springer), von 2001 bis 2005 am Stadtarchiv Pforzheim sowie von 2005 bis April 2020 als stellvertretender Leiter am Bochumer Zentrum für Stadtgeschichte tätig. Seit Mai 2020 leitet er das Stadtarchiv Mülheim an der Ruhr.
Pätzold war von 2006 bis 2020 Lehrbeauftragter für mittelalterliche Geschichte am Lehrstuhl für die Geschichte des Spätmittelalters der Ruhr-Universität Bochum. Darüber hinaus ist er seit 2010 ehrenamtlicher Mitarbeiter des an der Göttinger Akademie der Wissenschaften angesiedelten Langzeitvorhabens Germania Sacra, für die er die Reihe der Kölner Erzbischöfe von 1100 bis 1156 behandelt. Ebenfalls seit 2010 ist er ordentliches Mitglied der Historischen Kommission für Westfalen und war von 2018 bis 2021 Beirat in deren Vorstand. Darüber hinaus gehört er seit 2013 der Gesellschaft für Rheinische Geschichtskunde an und fungiert seit 2023 als Mitglied des Beirats. Schließlich gehört er seit 2022 der Wissenschaftlichen Kommission des Bergischen Geschichtsvereins an. Von 2014 bis 2018 war er Mitglied des Wissenschaftlichen Beirats des inzwischen aufgelösten Instituts für Kirchengeschichtliche Forschung des Bistums Essen.

## Wissenschaftliche Schwerpunkte
Die Schwerpunkte von Pätzolds wissenschaftlicher Arbeit liegen im Mittelalter. Bisher galt sein Interesse Themen der Quellenkunde (bes. „Hausüberlieferung“ und Amtsbücher), der Adelsforschung (die frühen Wettiner bis 1221), der Landesherrschaft der Erzbischöfe von Magdeburg (1368–1403) sowie einzelnen Städten (Magdeburg, Pforzheim, Bochum).
Gegenwärtig beschäftigt er sich mit folgenden Themen:
- Geschichte des Ortes bzw. der Stadt Mülheim an der Ruhr und der bergischen [Unter-] Herrschaft Broich;
- Aspekte der (nieder-)rheinischen und westfälischen Landesgeschichte des Mittelalters, darunter:
  - die Kölner Erzbischöfe des 12. Jhs. (insbes. 1100–1156);
  - die Grafen von der Mark (um 1200 bis 1391);
  - Levold von Northof (1279 bis nach 1359) und seine 'Chronik' der Grafen von der Mark;
  - westfälische Quellenkunde (bis ca. 1800);
- Regionalgeschichte an Rhein und Ruhr in vorindustrieller Zeit (gemeins. mit Prof. Dr. F. Schmieder [Fernuniv. Hagen] Organisation der „Gespräche zur Regionalgeschichte an Rhein und Ruhr“).

## Schriften
Als Autor:
- Die frühen Wettiner. Adelsfamilie und Hausüberlieferung bis 1221 (= Geschichte und Politik in Sachsen. Bd. 6). Böhlau, Köln u. a. 1997, ISBN 3-412-08697-5 (zugl. phil. Diss. Göttingen 1997).
- Kleine Geschichte der Stadt Pforzheim. DRW-Verl. Weinbrenner, Braun, Leinfelden-Echterdingen 2007, ISBN 978-3-7650-8359-4, 2. ergänzte Aufl. Verlag Regionalkultur, Ubstadt-Weiher 2020, ISBN 978-3-95505-207-2.
- mit Stefan Leenen: Die Burg Blankenstein in Hattingen (= Frühe Burgen in Westfalen. Bd. 30). Altertumskommission für Westfalen, Münster 2009.
- Bochum. Kleine Stadtgeschichte. Verlag Friedrich Pustet, Regensburg 2017, ISBN 978-3-7917-2929-9.

Als Herausgeber:
- mit Uwe Grieme und Nathalie Kruppa: Bischof und Bürger. Herrschaftsbeziehungen in den Kathedralstädten des Hoch- und Spätmittelalters (= Veröffentlichungen des Max-Planck-Instituts für Geschichte. Bd. 206 = Studien zur Germania Sacra. Bd. 26). Vandenhoeck und Ruprecht, Göttingen 2004, ISBN 3-525-35858-X.
- Neues aus Pforzheims Mittelalter (= Materialien zur Stadtgeschichte. Bd. 19). Ubstadt-Weiher 2004.
- Mitherausgeber: Märkisches Jahrbuch für Geschichte. Bd. 108 (2008) ff.
- Bochum, der Hellwegraum und die Grafschaft Mark im Mittelalter. Verlag für Regionalgeschichte, Bielefeld 2009, ISBN 978-3-89534-782-5.
- mit Heinz Finger und Joachim Oepen: Christen, Priester, Förderer der Wissenschaften. Die Kölner Erzbischöfe des Mittelalters als Geistliche und Gelehrte in ihrer Zeit (= Libelli Rhenani. Bd. 55). Köln 2014, ISBN 978-3-939160-54-0.
- mit Reimund Haas: Pro cura animarum. Mittelalterliche Pfarreien und Pfarrkirchen an Rhein und Ruhr (= Studien zur Kölner Kirchengeschichte. Bd. 43). Siegburg 2016, ISBN 978-3-87710-459-0.
- mit Marcus Stumpf: Mittelalterliche und frühneuzeitliche Rechnungen als Quellen der landesgeschichtlichen Forschung (= Westfälische Quellen und Archivpublikationen. Bd. 30). Münster 2016, ISBN 978-3-936258-26-4.
- mit Felicitas Schmieder: Die Grafen von der Mark. Neue Forschungen zur Sozial-, Mentalitäts- und Kulturgeschichte (= Veröffentlichungen der Historischen Kommission für Westfalen. NF 41). Münster 2018, ISBN 978-3-402-15128-0.
- mit Marcus Stumpf: Briefe als Quellen der landesgeschichtlichen Forschung (= Westfälische Quellen und Archivpublikationen. Bd. 31). Münster 2020, ISBN 978-3-936258-30-1.
- mit Felicitas Schmieder: Westfalen in der Zeit der Salier. Neue Forschungen zur Geschichte einer herrscherfernen Region im römisch-deutschen Reich (= Veröffentlichungen der Historischen Kommission für Westfalen. NF 49). Münster 2020, ISBN 978-3-402-15133-4.
- mit Dietrich Thier: Die Grafen von der Mark. Ein biographisches Handbuch (= Beiträge zur Märkischen Geschichte. Bd. 2). Remscheid 2021, ISBN 978-3-96847-008-5.
- Stadt - Archiv - Geschichte. 50 Jahre Stadtarchiv Mülheim an der Ruhr (1972-2022) (= Veröffentlichungen des Stadtarchivs Mülheim an der Ruhr. Bd. 2). Remscheid 2022, ISBN 978-3-96847-034-4.
- mit Katrin Jaspers: Die Kleinen unter den Großen. Ministerialität und Niederadel in spätem Mittelalter und früher Neuzeit  (= Veröffentlichungen der Historischen Kommission für Westfalen. NF 64). Münster 2022, ISBN 978-3-402-15139-6.
- mit Hiram Kümper: Märkische Retro-Perspektiven. Beiträge für Dietrich Thier zur Geschichte der Grafschaft Mark (= Beiträge zur Märkischen Geschichte. Bd. 3). Remscheid 2023, ISBN 978-3-96847-049-8.
- mit Wilfried Reininghaus: Quellenkunde zur westfälischen Geschichte von 1800. Zwanzig Beiträge zu Auswertungsmöglichkeiten und Erkenntnispotentialen vormoderner Überlieferungen (= Veröffentlichungen der Historischen Kommission für Westfalen. NF 72). Münster 2023, ISBN 978-3-402-15143-3.
- Kloster im Wandel. Die Saarner Zisterzienserinnen in Mittelalter und Früher Neuzeit (= Veröffentlichungen des Stadtarchivs Mülheim an der Ruhr. Bd. 3). Remscheid 2023, ISBN 978-3-96847-053-5.
- Chroniken als Quellen der landesgeschichtlichen Forschung (= Westfälische Quellen und Archivpublikationen. Bd. 32). Münster 2023, ISBN 978-3-936258-36-3.
- mit Ralf-Peter Fuchs und Jens Lieven: Mythos als Aufgabe. Geschichtsschreibung am Niederrhein und in Westfalen im Mittelalter und in der Frühen Neuzeit (= Veröffentlichungen der Historischen Kommission für Westfalen. NF 78). Münster 2025, ISBN 978-3-402-15151-8.

Wichtigere Aufsätze:
- Amtsbücher des Mittelalters. In: Archivalische Zeitschrift 81 (1998), S. 87–111.
- Zur weltlichen Verwaltung des Erzstifts Magdeburg im 14. Jahrhundert. In: Archiv für Diplomatik 47/48 (2001/2002), S. 343–377.
- Streit in der Stadt. Konflikte zwischen den Erzbischöfen und Bewohnern Magdeburgs im Spätmittelalter. In: U. Grieme u. a. (Hgg.): Bischof und Bürger (= Veröffentlichungen des Max-Planck-Instituts für Geschichte. Bd. 206). Göttingen 2004, S. 211–241.
- Adel – Stift – Chronik. Die Hausüberlieferung der frühen Wettiner. In: N. Kruppa (Hg.): Adlige – Stifter – Mönche (= Veröffentlichungen des Max-Planck-Instituts für Geschichte. Bd. 227). Göttingen 2007, S. 135–182.
- Von der Fiskalkapelle zur Pfarrkirche? Vermutungen zu den frühmittelalterlichen Anfängen der Bochumer Propsteikirche. In: N. Kruppa (Hg.): Pfarreien im Mittelalter (= Veröffentlichungen des Max-Planck-Instituts für Geschichte. Bd. 238). Göttingen 2008, 155–181.
- Zwischen archivischer Praxis und kulturgeschichtlichem Paradigma: Jüngere Ansätze der Amtsbuchforschung. In: W. Reininghaus, M. Stumpf (Hg.): Amtsbücher als Quellen der landesgeschichtlichen Forschung (= Westfälische Quellen und Archivpublikationen. Bd. 27). Münster 2012, S. 9–39.
- „Ecclesia lege diocesana subiecta“? Zu den Beziehungen zwischen den Kölner Erzbischöfen und den Äbtissinnen des Essener Frauenstifts bis 1304. In: J. Bärsch, R. Haas (Hg.): Vom Stift Essen zum Ruhrbistum. FS H. J. Brandt (= Theologie und Hochschule. Bd. 4). Münster 2013, S. 1–25.
- Levold konstruiert ein Adelshaus. Die Grafen von der Mark in der Chronik des Levold von Northof. In: Westfälische Zeitschrift 166 (2016), S. 27–41.
- „Germania“ – „Alemannia“ – „regnum Teutonicum“. Die Darstellung des ottonisch-salischen Reichs in den ‚Gesta regum‘ des William von Malmesbury. In: Historisches Jahrbuch 136 (2016), S. 203–268.
- Der vergessene Erzbischof? Friedrich I. von Köln (1100-1131). In: Annalen des Historischen Vereins für den Niederrhein 222 (2019), S. 91–140.
- Bruno II. von Köln (1131-1137) - der Metropolit, der eigentlich keiner sein sollte. Zu den Trierer und Kölner Bischofswahlen der Jahre 1130 und 1131. In: Rheinische Vierteljahrsblätter 84 (2020), S. 63–80.
- Graf Adolf I. (*vor 1190 - †1249) – Spitzenahn der Märker und Wegbereiter ihrer Herrschaft. In: D. Thier, S. Pätzold: Die Grafen von der Mark. Ein biographisches Handbuch (= Beiträge zur Märkischen Geschichte. Bd. 2). Witten 2021, S. 29–68.
- Levolds Märker-Mythos. Erinnerungselemente und Konstruktionskosmos der "Chronica comitum de Marka" des Levold von Northof. In: R.-P. Fuchs, J. Lieven, S.P. (Hg.): Mythos als Aufgabe. Geschichtsschreibung am Niederrhein und in Westfalen im Mittelalter und in der Frühen Neuzeit (= Veröffentlichungen der Historischen Kommission für Westfalen. NF 78). Münster 2025, S. 71–97.